# Élection présidentielle slovène de 2012
L'élection présidentielle slovène de 2012, cinquième élection présidentielle de la république de Slovénie et cinquième au suffrage universel direct, a lieu les 11 et 25 novembre 2012 afin d'élire le quatrième président de la république de Slovénie (ou réélire le président sortant n'ayant fait qu'un seul mandat jusqu'alors) pour un mandat de cinq ans. Trois candidats se sont présentés aux suffrages des Slovènes.
Favori des sondages[réf. nécessaire], le chef de l'État sortant, Danilo Türk, élu en 2007, concourt alors pour un second mandat présidentiel de cinq ans. Borut Pahor créé néanmoins la surprise en arrivant en tête au premier tour avant de remporter le second avec une large avance.

## Les candidats à la présidence
Trois candidats se sont présentés :
- Danilo Türk, le président de la République sortant ;
- Borut Pahor, ancien président du gouvernement ;
- Milan Zver, ancien ministre de l'Éducation et des Sports.

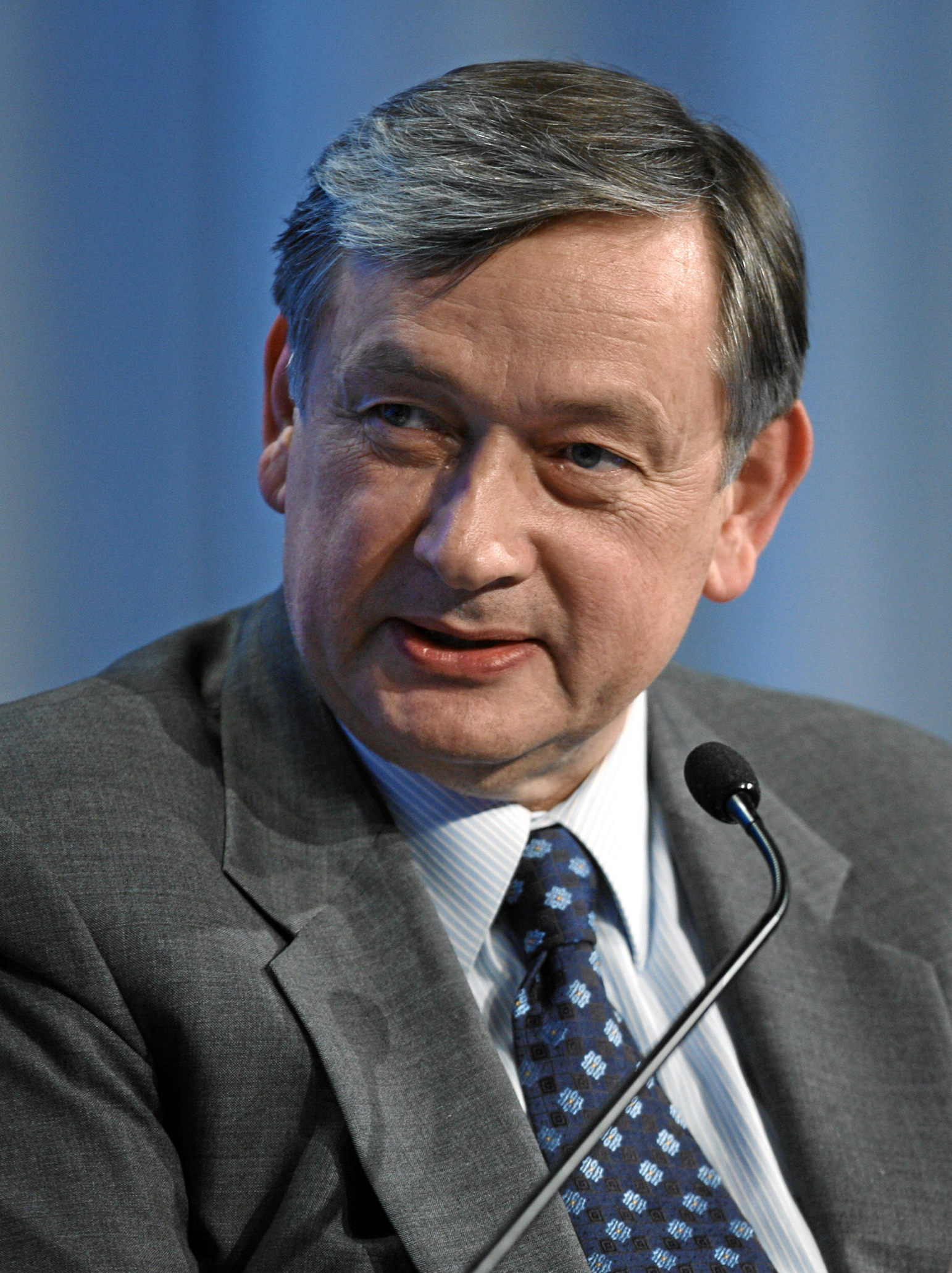
Danilo Türk
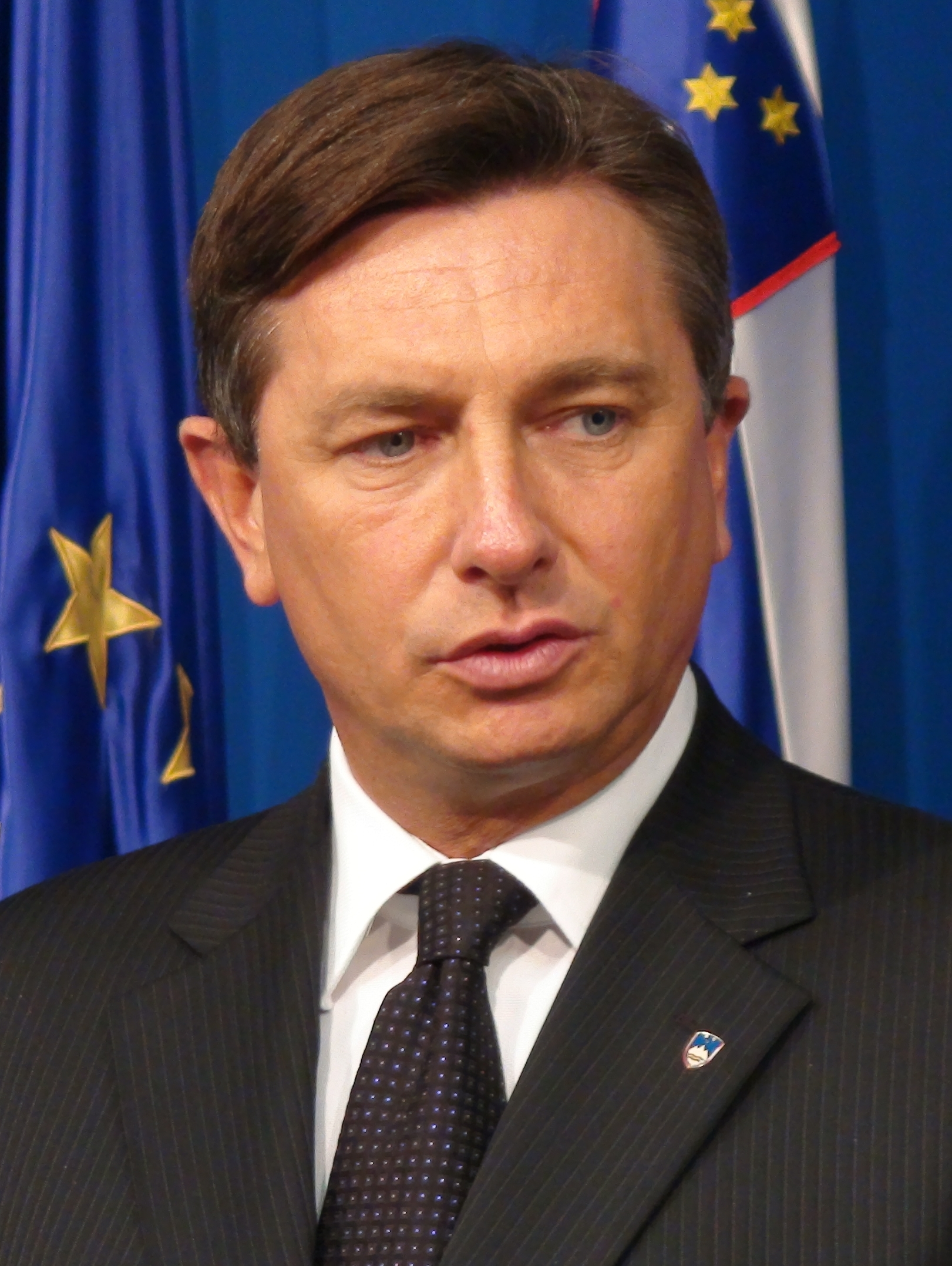
Borut Pahor
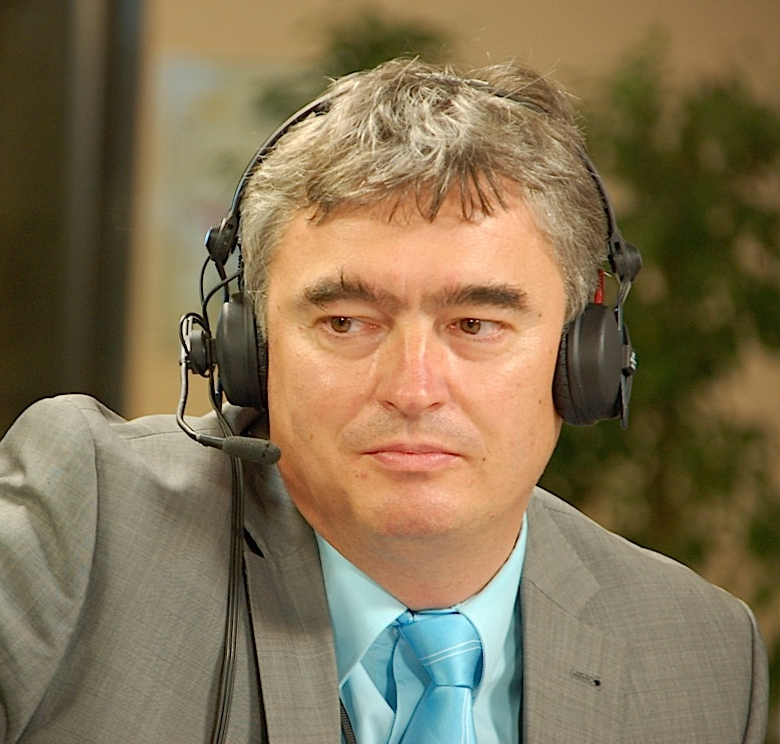
Milan Zver

## Résultats

### 1ertour
Le 11 novembre 2012, Borut Pahor, contre toute attente, décrocha la première position du premier tour, recueillant 39,81 % des voix ; une avance lui permettant de distancer le chef de l'État sortant, Danilo Türk, en seconde position, crédité, selon la Commission électorale, de 36,49 % des voix. Le taux de participation atteint 48 %, soit bien plus faible que lors des dernières élections de 2007.
Aucun des candidats n'ayant recueilli la majorité des voix relative à 50 %, un second tour de scrutin est alors convoqué le 2 décembre.

### 2dtour
Borut Pahor, candidat des sociaux-démocrates, est élu président de la République par une écrasante majorité (près de 68 %) ; le chef de l'État sortant, Danilo Türk, est largement battu (près de 33 %), tandis que cinq ans plus tôt, il fut largement élu, avec près de 70 % des suffrages. Celui-ci, mettant en cause la faible participation, reconnaît alors sa défaite face à son ancien président du gouvernement.

### Résultats détaillés
| Candidat                 | Candidat                 | Parti                    | Premier tour | Premier tour | Second tour | Second tour |
| Candidat                 | Candidat                 | Parti                    | Voix         | %            | Voix        | %           |
| ------------------------ | ------------------------ | ------------------------ | ------------ | ------------ | ----------- | ----------- |
|                          | Borut Pahor              | SD                       | 326 006      | 39,87        | 478 859     | 67,37       |
|                          | Danilo Türk              | Indépendant              | 293 429      | 35,88        | 231 971     | 32,63       |
|                          | Milan Zver               | SDS                      | 198 337      | 24,25        |             |             |
|                          |                          |                          |              |              |             |             |
| Votes valides            | Votes valides            | Votes valides            | 817 772      | 98,69        | 710 830     | 97,95       |
| Votes blancs et nuls     | Votes blancs et nuls     | Votes blancs et nuls     | 10 852       | 1,31         | 14 870      | 3,05        |
| Total                    | Total                    | Total                    | 828 624      | 100          | 725 700     | 100         |
| Abstention               | Abstention               | Abstention               | 883 155      | 51,59        | 985 397     | 57,59       |
| Inscrits / participation | Inscrits / participation | Inscrits / participation | 1 711 779    | 48,41        | 1 711 097   | 42,41       |